# Тор Клиффорда

Стереографические проекции тора Клиффорда

Топологически прямоугольник является фундаментальным многоугольником тора, со склеенными противоположными краями.

Тор Клиффорда — простейшее и наиболее симметричное вложение тора {\displaystyle \mathbb {S} ^{1}\times \mathbb {S} ^{1}} в четырёхмерное евклидово пространство {\displaystyle \mathbb {R} ^{4}}.
При этом {\displaystyle \mathbb {S} ^{1}}-факторы лежат в своих независимых двумерных пространствах, результирующее пространство произведения будет {\displaystyle \mathbb {R} ^{4}=\mathbb {R} ^{2}\times \mathbb {R} ^{2}}, а не {\displaystyle \mathbb {R} ^{3}}.
Обычное вложение тора в {\displaystyle \mathbb {R} ^{3}} как поверхность вращения менее симметрично.
Это вложение является проекцией тора Клиффорда максимальной симметрии из {\displaystyle \mathbb {R} ^{4}} в {\displaystyle \mathbb {R} ^{3}}.
Если каждая из окружностей {\displaystyle S_{a}^{1}} и {\displaystyle S_{b}^{1}} имеет радиус{\displaystyle {\sqrt {1/2}}}, их произведение в виде тора Клиффорда прекрасно размещается на 3-сфере S3, которая является 3-мерным подмногообразием {\displaystyle \mathbb {R} ^{4}}. Тор Клиффорда можно рассматривать как располагающийся в комплексном координатном пространстве {\displaystyle \mathbb {C} ^{2}}, поскольку пространство {\displaystyle \mathbb {C} ^{2}} топологически эквивалентно {\displaystyle \mathbb {R} ^{4}}.

## Определение
Единичная окружность S1 в {\displaystyle \mathbb {R} ^{2}} может быть параметризована угловым значением:
{\displaystyle S^{1}=\{(\cos {\theta },\sin {\theta })\,|\,0\leqslant \theta <2\pi \}.}
В другой копии {\displaystyle \mathbb {R} ^{2}} будет другая копия единичной окружности
{\displaystyle S^{1}=\{(\cos {\phi },\sin {\phi })\,|\,0\leqslant \phi <2\pi \}.}
Тогда тор Клиффорда задаётся уравнением
{\displaystyle ({\sqrt {1/2}})S^{1}\times ({\sqrt {1/2}})S^{1}=\{{\sqrt {1/2}}(\cos {\theta },\sin {\theta },\cos {\phi },\sin {\phi })\,|\,0\leqslant \theta <2\pi ,0\leqslant \phi <2\pi \}.}
Поскольку каждая копия S1 является вложенным подмногообразием {\displaystyle \mathbb {R} ^{2}}, тор Клиффорда является вложением тора в {\displaystyle \mathbb {R} ^{2}\times \mathbb {R} ^{2}=\mathbb {R} ^{4}}.
Если в {\displaystyle \mathbb {R} ^{4}} используются координаты {\displaystyle (x_{1},y_{1},x_{2},y_{2})}, то тор Клиффорда задаётся уравнением
{\displaystyle x_{1}^{2}+y_{1}^{2}=1/2=x_{2}^{2}+y_{2}^{2}.}
Это показывает, что в {\displaystyle \mathbb {R} ^{4}} тор Клиффорда является подмногообразием единичной 3-сферы {\displaystyle \mathbb {S} ^{3}}.
Легко проверить, что тор Клиффорда является минимальной поверхностью в {\displaystyle \mathbb {S} ^{3}}.

### Альтернативный вывод, использующий комплексные числа
Обычно рассматривают также тор Клиффорда как вложение тора в {\displaystyle \mathbb {C} ^{2}}. В двух копиях {\displaystyle \mathbb {C} } мы имеем следующие единичные окружности (также параметризованные углом):
{\displaystyle S^{1}=\{e^{i\theta }\,|\,0\leqslant \theta <2\pi \}}
и
{\displaystyle S^{1}=\{e^{i\phi }\,|\,0\leqslant \phi <2\pi \}.}
Теперь тор Клиффорда задаётся уравнением
{\displaystyle ({\sqrt {1/2}})S^{1}\times ({\sqrt {1/2}})S^{1}=\{{\sqrt {1/2}}(e^{i\theta },e^{i\phi })\,|\,0\leqslant \theta <2\pi ,0\leqslant \phi <2\pi \}.}
Как и прежде, это является вложенным подмногообразием в единичную сферу {\displaystyle \mathbb {S} ^{3}} в {\displaystyle \mathbb {C} ^{2}}.
Если {\displaystyle \mathbb {C} ^{2}}, используем координаты (z1, z2), то тор Клиффорда задаётся уравнением
{\displaystyle \left|z_{1}\right|^{2}=1/2=\left|z_{2}\right|^{2}.}
В торе Клиффорда, определённого выше, расстояние от любой точки тора Клиффорда до начала координат {\displaystyle \mathbb {C} ^{2}} равно
{\displaystyle {\sqrt {\left|e^{i\theta }\right|^{2}+\left|e^{i\phi }\right|^{2}}}=1.}
Множество всех точек на расстоянии 1 от начала координат {\displaystyle \mathbb {C} ^{2}} — это 3-сфера, так что тор Клиффорда располагается внутри этой 3-сферы.
Фактически, тор Клиффорда делит эту 3-сферу на два конгруэнтных полных тора. (См. «Разбиение Хегора».)
Поскольку O(4) действует на {\displaystyle \mathbb {R} ^{4}} как ортогональные преобразования, мы можем переместить «стандартный» тор Клиффорда, определённый выше, в другой эквивалентный тор с помощью вращений твёрдого тела. Все они называются «торами Клиффорда». Шестимерная группа O(4) действует транзитивно в пространстве всех таких торов Клиффорда, находящихся внутри 3-сферы. Однако это действие имеет двумерный стабилизатор (см. «Действие группы»), поскольку вращение в меридианном и долготном направлениях тора сохраняет тор (в противоположность к переходу к другому тору). Таким образом, имеется четырёхмерное пространство торов Клиффорда. Фактически, существует один-к-одному соответствие между торами Клиффорда на единичной 3-сфере и парами полярных больших окружностей. Если дан тор Клиффорда, ассоциированные полярные большие окружности являются первичными окружностями каждой из двух комплементарных областей. Обратно, если дана любая пара полярных больших окружностей, ассоциированный тор Клиффорда — это место точек на 3-сфере, которые находятся на одинаковом расстоянии от двух окружностей.

## Свойства
- Для расслоения Хопфа {\displaystyle \mathbb {S} ^{3}\to \mathbb {S} ^{2}}, тор Клиффорда является прообразом окружности, делящей площадь {\displaystyle \mathbb {S} ^{2}} пополам.

- Тор Клиффорда «плоский». Он может быть выровнен в плоскость без растяжений, в отличие от стандартного тора вращения.

- Тор Клиффорда делит 3-сферу на два конгруэнтных полнотория. (В стереографической проекции тор Клиффорда выглядит как стандартный тор вращения. Факт, что он делит 3-сферу поровну, означает, что внутренность проекции тора эквивалентна его внешности, что непросто понять визуально).

- Любой тор с минимальным вложением в 3-сферу с круглой метрикой должен быть тором Клиффорда. Это так называемая гипотеза Лоусона[англ.], доказанная Саймоном Бредлом[англ.] в 2012 году.

- Торы Клиффорда и их образы при конформных отображениях являются глобальными минимумами функционала Уилмора.

- Тор Клиффорда является примером плоского тора. Поскольку он изометричен квадрату с отождествлёнными противоположными сторонами,

фигуры, нарисованные на нём, подчиняются евклидовой геометрии как если бы он был плоским.
- - Заметим, что тор вращения (то есть поверхность бублика) имеет положительную кривизну по внешнему ободу и отрицательную по внутреннему.
  - Согласно теореме Нэша — Кёйпера любой плоский тор можно изометрично {\displaystyle C^{1}}-гладко вложить в евклидово трёхмерное пространство,

одно такое вложение не может быть {\displaystyle C^{2}}-гладким; его можно получить например продеформировав тор вращения фрактальным семейством волн, в двух перпендикулярных направлениях.

## Вариации и обобщения
В трёхмерной сфере
Плоские торы единичной 3-сферы {\displaystyle \mathbb {S} ^{3}}, которая является произведением окружностей радиуса {\displaystyle r} в одной 2-плоскости R2 и радиуса {\displaystyle {\sqrt {1-r^{2}}}} в другой 2-плоскости R2 иногда также называются «торами Клиффорда».
Те же окружности можно рассматривать как имеющие радиусы, равные {\displaystyle cos(\theta )} и {\displaystyle sin(\theta )} для некоторого угла {\displaystyle \theta }θ в пределах {\displaystyle 0\leqslant \theta \leqslant \pi /2} (где мы включаем вырожденные случаи {\displaystyle \theta =0} и {\displaystyle \theta =\pi /2}).
Для объединения {\displaystyle 0\leqslant \theta \leqslant \pi /2} всех таких торов вида
{\displaystyle T_{\theta }=S(\cos \theta )\times S(\sin \theta )}
(где S(r) означает окружность на плоскости {\displaystyle \mathbb {R} ^{2}}, имеющую центр =(0,0) и радиус =r) является 3-сферой S3. (Заметим, что мы должны включить два вырожденных случая {\displaystyle \theta =0} и {\displaystyle \theta =\pi /2}, каждый из которых соответствует большой окружности S3 и которые вместе образуют пару больших окружностей.)
Этот тор {\displaystyle T_{\theta }} имеет площадь
{\displaystyle 4\pi ^{2}\cos \theta \sin \theta =2\pi ^{2}\sin 2\theta ,}
так что только тор {\displaystyle T_{\pi /4}} имеет максимально возможную площадь {\displaystyle 2pi^{2}}. Этот тор {\displaystyle T_{\pi /4}} является тором {\displaystyle T_{\theta }}, который чаще всего называется «тором Клиффорда» и только он из торов {\displaystyle T_{\theta }} имеет минимальную поверхность в S3.
В старших размерностях
Любая единичная сфера {\displaystyle S^{2n-1}} в евклидовом пространстве чётной размерности {\displaystyle \mathbb {R} ^{2n}=\mathbb {C} ^{n}} может быть выражена в терминах комплексных координат следующим образом:
{\displaystyle S^{2n-1}=\{(z_{1},\ldots ,z_{n})\in \mathbb {C} ^{n}:|z_{1}|^{2}+\ldots +|z_{n}|^{2}=1\}.}
Тогда для любых неотрицательных чисел {\displaystyle r_{1},\dots ,r_{n}}, таких, что {\displaystyle r_{1}^{2}+\dots +r_{n}^{2}=1}, мы определяем обобщённый тор Клиффорда следующим образом:
{\displaystyle T_{r_{1},\ldots ,r_{n}}=\{(z_{1},\ldots ,z_{n})\in \mathbb {C} ^{n}:|z_{k}|=r_{k},~1\leqslant k\leqslant n\}.}
Все эти обобщённые торы Клиффорда не пересекаются друг с другом. Мы можем снова заключить, что объединение этих торов {\displaystyle T_{r_{1},\dots ,r_{n}}} является единичной (2n-1)-сферой S2n-1 (где мы снова должны включить вырожденные случаи, в которых по меньшей мере один из радиусов rk=0).